# Kabinett Putin II

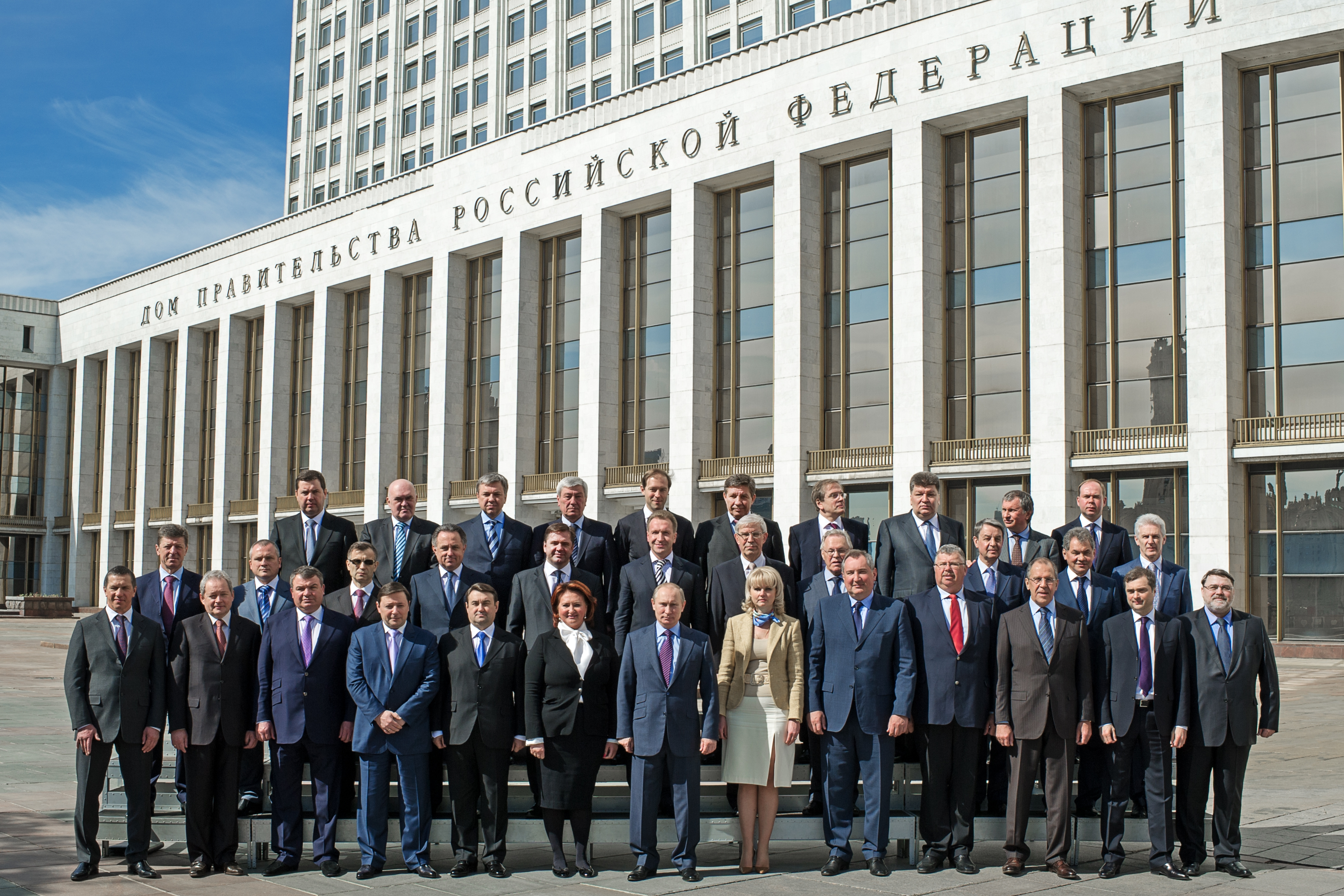
Gruppenfoto der Regierung

Das Kabinett Putin II war das 14. Regierungskabinett der Russischen Föderation. Die Regierungsbildung erfolgte nach der Präsidentschaftswahl 2008, aus der Dmitri Medwedew siegreich als dritter Präsident der Russischen Föderation hervorging. Er löste damit Wladimir Putin ab, der in das Amt des Regierungschefs wechselte. Putin und die anderen Regierungsmitglieder wurden am 12. Mai 2008 von Präsident Medwedew ernannt. Die Regierungszeit endete am 7. Mai 2012.

## Mitglieder der Regierung
| Amt | Person | Person                              | Amtszeit                            |
| --- | ------ | ----------------------------------- | ----------------------------------- |
| Ministerpräsident |        | Wladimir Wladimirowitsch Putin      | 8. Mai 2008 – 8. Mai 2012           |
| Erste Stellvertreter des Ministerpräsidenten                                                                                    |        | Wiktor Alexejewitsch Subkow         | 12. Mai 2008 – 21. Mai 2012         |
| Erste Stellvertreter des Ministerpräsidenten                                                                                    |        | Igor Iwanowitsch Schuwalow          | 12. Mai 2008 – 21. Mai 2012         |
| Weitere Stellvertreter des Ministerpräsidenten                                                                                  |        | Alexander Dmitrijewitsch Schukow    | 12. Mai 2008 – 20. Dezember 2011    |
| Weitere Stellvertreter des Ministerpräsidenten                                                                                  |        | Wladislaw Jurjewitsch Surkow        | 27. Dezember 2011 – 21. Mai 2012    |
| Weitere Stellvertreter des Ministerpräsidenten                                                                                  |        | Sergei Borissowitsch Iwanow         | 12. Mai 2008 – 22. Dezember 2011    |
| Weitere Stellvertreter des Ministerpräsidenten                                                                                  |        | Dmitri Olegowitsch Rogosin          | 23. Dezember 2011 – 21. Mai 2012    |
| Weitere Stellvertreter des Ministerpräsidenten                                                                                  |        | Igor Iwanowitsch Setschin           | 12. Mai 2008 – 21. Mai 2012         |
| Weitere Stellvertreter des Ministerpräsidenten                                                                                  |        | Alexei Leonidowitsch Kudrin         | 12. Mai 2008 – 26. September 2011   |
| Weitere Stellvertreter des Ministerpräsidenten                                                                                  |        | Dmitri Nikolajewitsch Kosak         | 14. Oktober 2008 – 21. Mai 2012     |
| Weiterer Stellvertreter des Ministerpräsidenten und Bevollmächtigter Vertreter des Präsidenten im Föderationskreis Nordkaukasus |        | Alexander Gennadijewitsch Chloponin | 19. Januar 2010 – 21. Mai 2012      |
| Stabschef |        | Sergei Semjonowitsch Sobjanin       | 12. Mai 2008 – 21. Oktober 2010     |
| Stabschef |        | Wjatscheslaw Wiktorowitsch Wolodin  | 21. Oktober 2010 – 27. Oktober 2011 |
| Stabschef |        | Anton Eduardowitsch Waino           | 27. Dezember 2011 – 21. Mai 2012    |
| Innenminister |        | Raschid Gumarowitsch Nurgalijew     | 12. Mai 2008 – 21. Mai 2012         |
| Finanzminister |        | Alexei Leonidowitsch Kudrin         | 12. Mai 2008 – 26. September 2011   |
| Finanzminister |        | Anton Germanowitsch Siluanow        | 16. Dezember 2011 – 21. Mai 2012    |
| Katastrophenschutzminister |        | Sergei Kuschugetowitsch Schoigu     | 12. Mai 2008 – 21. Mai 2012         |
| Außenminister |        | Sergei Wiktorowitsch Lawrow         | 12. Mai 2008 – 21. Mai 2012         |
| Verteidigungsminister |        | Anatoli Eduardowitsch Serdjukow     | 12. Mai 2008 – 21. Mai 2012         |
| Justizminister |        | Alexander Wladimirowitsch Konowalow | 12. Mai 2008 – 21. Mai 2012         |
| Gesundheitsministerin |        | Tatjana Alexejewna Golikowa         | 12. Mai 2008 – 21. Mai 2012         |
| Bildungs- und Wissenschaftsminister                                                                                             |        | Andrei Alexandrowitsch Fursenko     | 12. Mai 2008 – 21. Mai 2012         |
| Kulturminister |        | Alexander Alexejewitsch Awdejew     | 12. Mai 2008 – 21. Mai 2012         |
| Umweltminister |        | Juri Petrowitsch Trutnew            | 12. Mai 2008 – 21. Mai 2012         |
| Industrie- und Handelsminister                                                                                                  |        | Wiktor Borissowitsch Christenko     | 12. Mai 2008 – 31. Januar 2012      |
| Industrie- und Handelsminister                                                                                                  |        | Denis Walentinowitsch Manturow      | 1. Februar 2012 – 21. Mai 2012      |
| Minister für regionale Entwicklung                                                                                              |        | Dmitri Nikolajewitsch Kosak         | 12. Mai 2008 – 14. Oktober 2008     |
| Minister für regionale Entwicklung                                                                                              |        | Wiktor Fjodorowitsch Bassargin      | 14. Oktober 2008 – 28. April 2012   |
| Minister für regionale Entwicklung                                                                                              |        | Wladimir Alexandrowitsch Tokarew    | 28. April 2012 – 21. Mai 2012       |
| Medienminister |        | Igor Olegowitsch Schtschogolew      | 12. Mai 2008 – 21. Mai 2012         |
| Landwirtschaftsminister/-in |        | Alexei Wassiljewitsch Gordejew      | 12. Mai 2008 – 26. Februar 2009     |
| Landwirtschaftsminister/-in |        | Jelena Borissowna Skrynnik          | 12. März 2009 – 21. Mai 2012        |
| Minister für Sport, Tourismus und Jugend                                                                                        |        | Witali Leontjewitsch Mutko          | 12. Mai 2008 – 21. Mai 2012         |
| Verkehrsminister |        | Igor Jewgenjewitsch Lewitin         | 12. Mai 2008 – 21. Mai 2012         |
| Ministerin für wirtschaftliche Entwicklung                                                                                      |        | Elwira Sachipsadowna Nabiullina     | 12. Mai 2008 – 21. Mai 2012         |
| Energieminister |        | Sergei Iwanowitsch Schmatko         | 12. Mai 2008 – 21. Mai 2012         |